# 尾崎真義
尾崎 真義（おざき まさよし、1940年4月12日 - 2004年11月9日 ）は、日本の元ラグビー選手。

## プロフィール
- 兵庫県出身。
- ポジションはセンター(CTB)及びスタンドオフ(SO)。
- 現役時代のサイズは身長 170cm、体重 70kg
- 日本代表キャップは5。

## 経歴
村野工業高校から法政大学へと進学。大学では1年目から活躍し、関東リーグ戦初優勝に貢献。
卒業後はトヨタ自動車に入社した。1963年のBCカナダ戦で初キャップを獲得。
1968年にオールブラックスジュニアを敵地で破った時の日本代表の主将であった。
元トヨタ自動車副部長。